# Gud står i Guds församling
Gud står i Guds församling är en svensk psalm av okänt ursprung och bygger på psaltaren 82.

## Publicerad i
- 1572 års psalmbok med titeln GUdh står i Gudz Försambling under rubriken "Någhra Davidz Psalmer".[2]

- Göteborgspsalmboken under rubriken "Om Gudz Ord och Försambling".[3]
- Den svenska psalmboken 1694 som nummer 86 under rubriken "Konung Davids Psalmer".
- 1695 års psalmbok som nummer 75 under rubriken "Konung Davids Psalmer".[1]